# Liste der Bodendenkmale im gemeindefreien Gebiet Helmstedt
In der Liste der Bodendenkmale im gemeindefreien Gebiet Helmstedt sind alle Bodendenkmale des niedersächsischen gemeindefreien Gebiets Helmstedt aufgelistet. Die Quelle ist der Denkmalatlas Niedersachsen.
- Diese Liste erhebt keinen Anspruch auf Vollständigkeit.
- Die Angaben ersetzen nicht die rechtsverbindliche Auskunft der zuständigen Denkmalschutzbehörde.
- Es sind nur Daten aus dem Denkmalatlas verarbeitet.
- Der Stand der Liste ist der 24. Februar 2025.

Helmstedt (gemeindefrei) im Landkreis Helmstedt

## Allgemein
In den Spalten finden sich folgende Informationen des Bodendenkmales:
| Lage         | geographische Koordinaten                                                           |
| Bezeichnung  | Bezeichnung lt. Denkmalatlas                                                        |
| Beschreibung | Beschreibung lt. Denkmalatlas                                                       |
| ID           | Objekt-ID                                                                           |
| Bild         | Bild, ggf. zusätzlich mit Link zu weiteren Fotos im Medienarchiv Wikimedia Commons. |

## Gemeindefreies Gebiet Helmstedt
| Lage                        | Bezeichnung                          | Beschreibung | ID       | Bild |
| --------------------------- | ------------------------------------ | --- | -------- | ---- |
| 52° 13′ 59″ N, 11° 3′ 32″ O | Helmstedt-Forst 6, Kapelle (Bauwerk) | Mauerreste der Ruine am Burgberg auf dem Burgberg. | 28978995 |      |
| 52° 14′ 1″ N, 11° 3′ 9″ O   | Helmstedt-Forst 8, Wölbackerbeet     | Wölbackerfeld von ca. 450 m L. (Ost-West) und ca. 350 m Br. (Nord-Süd) und wird durch die Straße zwischen Helmstedt und Bad Helmstedt unterbrochen. Die Breite der Ackerbeete beträgt ca. 11 m; die Höhe bis 0,6 m. Im südwestlichen - sowie südöstlichen - Bereich setzt sich das Wölbackerfeld weiter fort, jedoch sind die Ackerbeete hier schwächer ausgeprägt bzw. verschliffen (Br. ca. 10 m; H. ca. 0,3 m). | 28993158 | BW   |

### Helmstedt 4
- ID: 28986902
- Im Lappwald, südöstlich, östlich und nordöstlich der Stadt Helmstedt verläuft die östlich vorgelagerte Außenbefestigung der Stadt Helmstedt. Sie besteht aus (von Süden nach Norden): der Magdeburger Warte, der in großen Teilen erhaltenen Landwehr, einem vermutlich zur Landwehr gehörenden Grenzgraben, sowie der 1. und 2. Walbecker Warte. Südlich der 1. Walbecker Warte ziehen westlich der Landwehr Wegespuren entlang. Im 13. Jh. wurde die Landwehr erstmals schriftlich erwähnt (1252) und im 14. und 15. Jh. erweitert.

| Lage                        | Bezeichnung                          | Beschreibung | ID       | Bild           |
| --------------------------- | ------------------------------------ | --- | -------- | -------------- |
| 52° 15′ 4″ N, 11° 2′ 3″ O   | Helmstedt 1, Warte                   | Nordöstlich der Stadt Helmstedt, ca. 50 m nordöstlich (= innerhalb) der Helmstedter Landwehr die „1. Walbecker Warte“. Bestandteil einer äußeren Befestigung der Stadt Helmstedt und besteht aus einem Wartepodest mit der Ruine eines runden Turmes; Podest: Dm. 12 m; H. 0,95 m; – Turmruine: Dm. 4,1 m; H. ca. 6 m. | 28953509 | Weitere Bilder |
| 52° 15′ 34″ N, 11° 2′ 38″ O | Helmstedt-Forst 2, Warte             | Nordöstlich der Stadt Helmstedt, ca. 20 m nordwestlich (=innerhalb) der Helmstedter Landwehr, ca. 350 m südwestlich von deren nordöstlichem Ende die „2. Walbecker Warte“. Teil der äußeren Befestigung der Stadt Helmstedt. Besteht aus einem Wartepodest mit der Ruine eines runden (oben offenen) Turmes. Podest: Dm. 8,8 m; H. 0,8 m. – Turm: Dm. 3,5 m. | 28978996 | Weitere Bilder |
| 52° 13′ 57″ N, 11° 1′ 54″ O | Helmstedt-Forst 3, Landwehr          | Südöstlich, östlich und nordöstlich der Stadt Helmstedt verläuft die Helmstedter Landwehr. Teile der Landwehr (im mittleren und südlichen Teil) liegen in der Gemarkung Helmstedt, Stadt. Es handelt sich um die äußere Befestigung der Stadt Helmstedt. In ihrem ursprünglichen Verlauf begann sie im Süden südlich der Magdeburger Warte, verlief nach Nordwesten, knickte dann nach Nordosten um, auf die Walbecker Warten zu laufend und endete nordöstlich der 2. Walbecker Warte. - Teilstück ID: 37816470 - Teilstück ID: 37816385 - Teilstück ID: 37816361 - Teilstück ID: 37816293 - Teilstück ID: 37816035 - Teilstück ID: 37815989 | 28987278 | Weitere Bilder |
| 52° 15′ 39″ N, 11° 2′ 52″ O | Helmstedt-Forst 4, Grenzgraben/-wall | Nordöstlich von Helmstedt, zwischen der Walbecker Warte und der Grenze zur ehemaligen DDR, annähernd parallel zur Landwehr (nordwestlich von dieser) verläuft ein Grenzgraben. Setzt sich südwestlich der 2. Walbecker Warte (allerdings ohne Grenzstein) fort. Wird auf beiden Seiten von je einem flachen Wall begleitet. H. der Wälle 0,35–0,5 m; T. des Grabens ca. 0,65 m; Weite von Wallkrone zu Wallkrone 4 – 4,5 m. Im Bereich nordöstlich der 2. Walbecker Warte stehen 28 Grenzsteine auf der Grabensohle. Die Steine sind im Querschnitt rechteckig, in der Ansicht rechteckig mit rundem oberen Abschluss. Sie tragen auf der Ost-Seite die Beschriftung „B“ (Braunschweig) und eine dreistellige Nr. (z.B. „No 238“), auf der West-Seite steht ein „P“ (Preußen) und die Jahreszahl „1849“. - Teilstück ID: 37816564 | 28980104 |                |
| 52° 14′ 58″ N, 11° 1′ 59″ O | Helmstedt-Forst 5, Wegespuren        | Nordöstlich von Helmstedt, ca. 100–200 m südsüdwestlich der Walbecker Warte und westlich (=innerhalb) der Helmstedter Landwehr verlaufen mindestens drei ungefähr Südwest-Nordost orientierte, bis zu 0,6 m tief eingeschnittene Wegespuren. Da die Spuren die Landwehr weder schneiden noch von ihr geschnitten werden (sondern Rücksicht auf die Landwehr nehmen), dürfte ein Zusammenhang zwischen Wegespuren und Landwehr bestehen. | 28970442 | BW             |